# Arturo Fernández
Arturo Fernández Meyzán (San Vicente de Cañete, 3 febbraio 1906 – Lima, 27 novembre 1999) è stato un calciatore e allenatore di calcio peruviano. Fu il fratello del grande Teodoro Fernández.

## Carriera

### Giocatore
In carriera, Fernández giocò per il Ciclista Lima e per l'Universitario, club in cui militò anche suo fratello.
Disputò il Mondiale 1930 con la Nazionale peruviana e, sempre con la Nazionale, partecipò all'Olimpiade 1936 dove giocò contro l'Austria e la Finlandia.

### Allenatore
Fernández fu anche allenatore dell'Universitario.

## Palmarès
- Campionato peruviano: 4

Universitario: 1941, 1945, 1946, 1949